# 希魯魯
希魯魯（達悟語：Si-zogzog），是台灣達悟族朗島部落神話中的人物，創建了部落的前身吉瑪瓦瓦部落（Jimawawa），被部落的族人視為遠祖。

## 身世
希魯魯是神話中竹生和石生始祖結為夫妻後生下的其中一個孩子，他出生於紅頭部落附近的Jimasik聚落、有個兄弟是紅頭部落的祖先之一，另外在某些說法中野銀部落（Ivalino）的始祖希米納·烏盎是他的女婿、而被伊萬特人切掉鼻子的希吉卜吉卜（Si-jipjip）是他的兒子、他的孫子是傳統祭儀活動眉巴魯斯（Mipazos）的創建者；此外也有人認為希魯魯是在大洪水之後，和其作為紅頭部落祖先的兄弟同為島上唯二倖存的人。

## 傳說
傳說希魯魯擁有預知的能力，能夠知道族人居住在某個地區後的未來運勢，而在長大結婚之後，他向家人表示想要出去尋找新的土地得到許可，因此離開Jimasik往北移動，他們先是居住在一處叫做tozongan noranom的湧泉處，但因為運勢不好而遷移、抵達今朗島部落一帶，一群人先後在附近選了幾個地點居住，但都因為預知到當地運勢不好而屢次遷移，最後在一座名為Jisaod的山上生活一段時間（也有說法是在那裡等洪水徹底退去）後遷移到Jimawawa海灣邊，他也在那裡和妻子生下了兩個兒子，但其中一個不幸夭折，只有一個活下來。